# Songbird (program)
Songbird – program komputerowy z rodziny FLOSS, łączący odtwarzacz multimedialny i przeglądarkę internetową. Twórcą programu jest zespół programistów, który wcześniej pracował nad Winampem i Yahoo Music Engine.
Program stworzono w oparciu o bibliotekę uruchomieniową XULRunner oraz silnik Gecko, stworzone przez Fundację Mozilla. Wykorzystuje również framework GStreamer. Dzięki możliwościom powyższych komponentów, Songbird istnieje w wydaniach dla systemów: Microsoft Windows oraz Apple OS X. Do kwietnia 2010 roku program był również rozwijany dla większości dystrybucji Linuksa, a także systemu operacyjnego Solaris. Po ogłoszeniu zakończenia wsparcia wersji dla systemu Linux powstał fork programu Songbird – Nightingale, który jest dostępny dla systemu Linux.
W dniu 3 grudnia 2008 program uzyskał status wersji stabilnej.

## Cechy
- Kompatybilność z systemami operacyjnymi Windows oraz OS X
- Możliwość odtwarzania różnych formatów dźwiękowych, m.in.: MP3, AAC, WMA, Ogg Vorbis, FLAC, Apple Lossless
- Możliwość odtwarzania plików zabezpieczonych systemem FairPlay, zakupionych przy użyciu iTunes (autoryzacja odbywa się w odtwarzaczu iTunes) w systemach Windows oraz Mac OS
- Możliwość odtwarzania plików zabezpieczonych systemem Windows Media DRM
- System dodatków: motywów graficznych programu, zwanych feathers (piórkami) oraz rozszerzeń
- Pobieranie plików MP3
- Biblioteka multimediów
- Możliwość odtwarzania plików multimedialnych obecnych na stronach z poziomu biblioteki multimediów
- Subskrypcja na blogach zawierających pliki MP3, w formie list odtwarzania
- System zakładek
- Możliwość tworzenia miksów z dostępnych plików
- Monitorowanie określonych folderów na komputerze
- Duża możliwość dostosowania interfejsu użytkownika
- Obsługa skrótów klawiaturowych oraz klawiatur multimedialnych
- System aktualizacji automatycznych
- Integracja z serwisem Last.fm, za pomocą rozszerzenia
- Integracja z serwisami Insound.com i HypeMachine
- Obsługa protokołu MTP, wykorzystywanego przy transferze plików na urządzenia przenośne
- Obsługa przenośnych odtwarzaczy multimedialnych iPod, firmy Apple
- Edytor metadanych ID3
- Obsługa inteligentnych list odtwarzania
- Wyświetlanie okładek albumów

## Rozszerzenia
Dzięki użyciu silnika Gecko, niektóre rozszerzenia przeznaczone dla przeglądarki internetowej Mozilla Firefox są kompatybilne z Songbirdem. Istnieją również rozszerzenia napisane specjalnie dla Songbirda, dostępne w serwisie Songbird Add-ons.

## Wersje językowe
Wersje językowe Songbirda dostępne są dzięki społeczności skupionej wokół projektu. Obecnie istnieje 70 zespołów ochotników tłumaczących program.

## Historia zmian
Niektóre z nazw kodowych, pseudonimów programu pochodzą od popularnych artystów sceny muzycznej, m.in.: David Bowie, Cher, Dokken, Eno czy Fugazi.
| Legenda:       | Legenda:        | Legenda:        | Legenda: |
| -------------- | --------------- | --------------- | -------- |
| starsze wersje | aktualna wersja | przyszłe wersje |          |

| Wersja | Data wydania         | Nazwa kodowa | Najważniejsze zmiany | Wersja Gecko |
| ------ | -------------------- | ------------ | --- | ------------ |
| 0.1    | 8 lutego 2006        | Hilda        | | 1.8          |
| 0.1.1  | 22 lutego 2006       |              | - Zmiany w interfejsie. - Zwiększona ilość odtwarzanych formatów audio.                                                          | 1.8          |
| 0.2    | 17 października 2006 |              | - Wieloplatformowość. - Udostępnienie wielu języków.                                                                             | 1.8          |
| 0.2.5  | 28 lutego 2007       |              | - Odtwarzanie plików Windows Media DRM oraz FairPlay. - Obsługa iPoda. - Poprawiona integracja z systemem.                       | 1.8          |
| 0.3    | 30 października 2007 | Bowie        | - Przeglądanie w kartach. | 1.9          |
| 0.3.1  | 6 listopada 2007     |              | - Załatanie 6 poważnych błędów.                                                                                                  | 1.9          |
| 0.4    | 27 grudnia 2007      | Cher         | | 1.9          |
| 0.5    | 26 marca 2008        | Dokken       | - Obsługa urządzeń wykorzystujących MTP.                                                                                         | 1.9          |
| 0.6    | 13 czerwca 2008      | Eno          | - Ulepszenia związane z wydajnością i wykorzystaniem pamięci.                                                                    | 1.9          |
| 0.6.1  | 25 czerwca 2008      |              | - Załatanie 3 błędów. | 1.9          |
| 0.7    | 20 sierpnia 2008     | Fugazi       | - Zmiany w wyglądzie programu. - Inteligentne listy odtwarzania. - Drag & Drop.                                                  | 1.9          |
| 1.0    | 2 grudnia 2008       | Genesis      | - Wykorzystanie GStreamera we wszystkich platformach.                                                                            | 1.9          |
| 1.1.1  | 10 marca 2009        | Hendrix      | - Monitorowanie folderów i automatyczny import plików. - Pobieranie okładek albumów. - Poprawione sortowanie.                    | 1.9          |
| 1.1.2  | 9 kwietnia 2009      | Hootie       | - Załatanie błędów. | 1.9          |
| 1.2    | 18 czerwca 2009      | Isan         | - Automatyczna organizacja plików w bibliotece. - Dwu kierunkowa synchronizacja z iTunes - 10-pasmowy equalizer. - Radio Last.fm |              |
| 1.3?   |                      | Jackson 5    | |              |